# Gerhard Kentschke
Gerhard 'Gerd' Kentschke (ur. 18 września 1942 w Herten) – niemiecki piłkarz grający na pozycji pomocnika lub napastnika, trener.

## Kariera piłkarska
Gerhard Kentschke w czasie kariery piłkarskiej reprezentował barwy czterech klubów: SC Karlsruher (1963–1966), FC Kaiserslautern (1966–1970), MSV Duisburg (1970–1972) oraz Bayeru Leverkusen (1973–1977).
Debiut w Bundeslidze zaliczył w barwach SC Karlsruher 21 września 1963 roku w przegranym 1:3 meczu domowym z Borussią Dortmund. Najlepszy sezon w karierze rozegrał w sezonie 1966/1967, kiedy wraz ze swoją drużyną – FC Kaiserslautern ukończył rozgrywki ligowe na 5. miejscu.
W 1972 roku w wyniku skandalu w Bundeslidze 1971, polegającego na ustawianiu meczów w lidze, został zawieszony na 10 lat, jednak po roku banicji, w 1973 roku zawieszono Kentschke karę, który w tym samym roku podpisał kontrakt z Bayerem Leverkusen, w którym w 1977 roku w wieku 34 lat zakończył piłkarską karierę. Łącznie w Bundeslidze rozegrał 270 meczów, w których strzelił 44 gole.

## Kariera trenerska
Gerhard Kentschke w okresie od 23 listopada 1981 roku do 30 czerwca 1982 roku trenował Bayer Leverkusen w 23 meczach (20 w Bundeslidze, 1 w Pucharze Niemiec, 2 w barażach o utrzymanie): 7 zwycięstw, 4 remisy, 12 porażek. W sezonie 1981/1982 utrzymał klub w Bundeslidze po wygranych barażach w dwumeczu z Kickers Offenbach (2:1, 1:0), po czym odszedł z klubu.